# Шлирен-метод

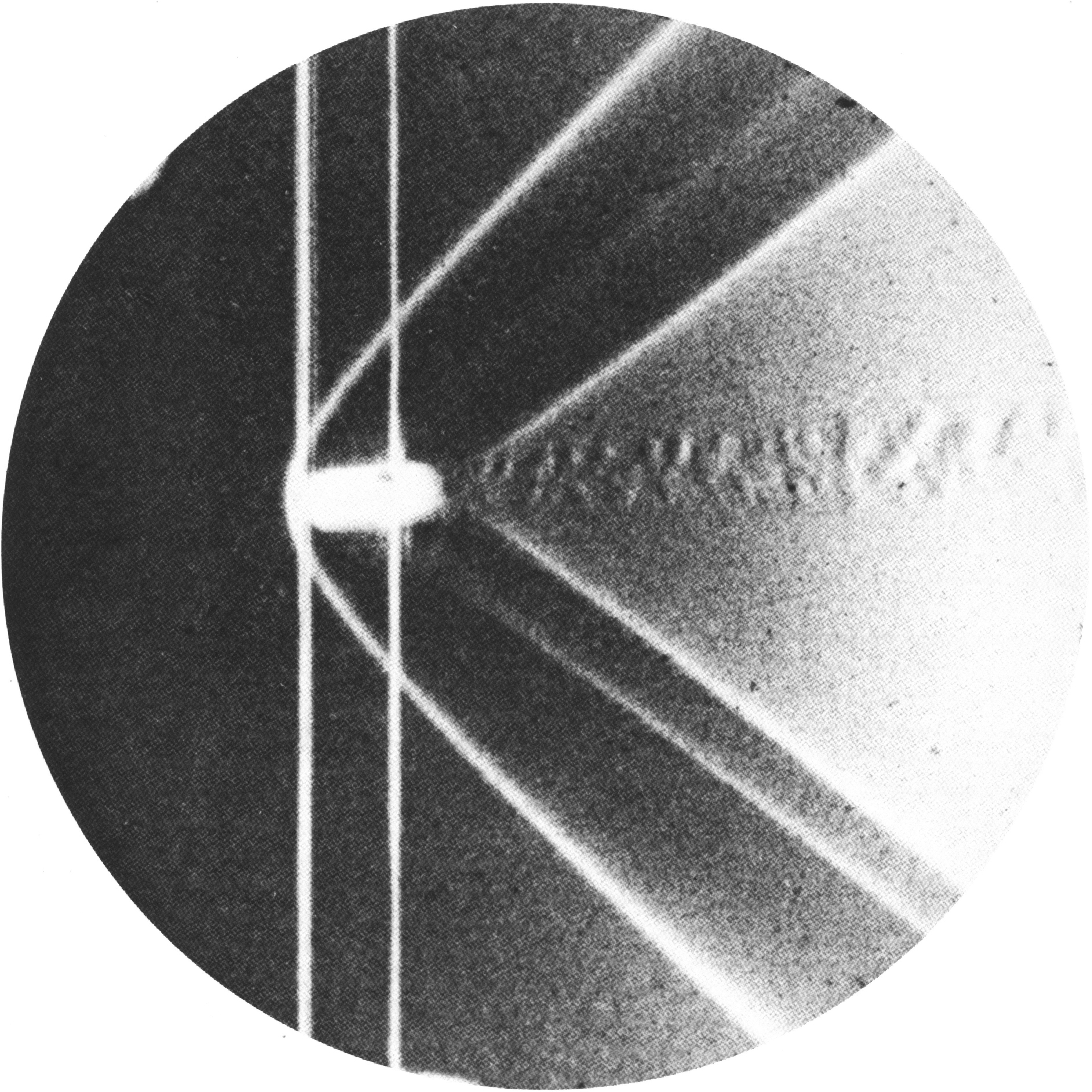
Фотография ударной волны пули, полученная шлирен-методом. 1888 г.

Шли́рен-ме́тод (от нем. Schlieren — оптическая неоднородность) — способ обнаружения оптических неоднородностей в прозрачных, преломляющих средах, и выявления дефектов отражающих поверхностей.
Иногда его называют методом Тёплера — по имени автора, немецкого физика Августа Тёплера.

## История создания
Шлирен-метод, разработанный в 1864 году Августом Тёплером, является развитием предложенного в 1857 году теневого метода Леона Фуко, разработанного для контроля геометрии при изготовлении сферических зеркал телескопов. Заключался метод Фуко в том, что проверяемое зеркало освещали точечным источником света. В центр кривизны сферы помещали непрозрачный экран с острой кромкой, затеняющий в формируемом изображении точечный источник, но не препятствующий лучам, рассеянным зеркалом из-за нарушения геометрии. Позднее такой экран стали называть ножом Фуко.
Если поверхность зеркала была строго сферичной, нож, перекрывая основной световой поток точечного источника, равномерно затенял формируемое зеркалом изображение. Если сфера имела дефекты — формируемое изображение, в зависимости от знака и степени ошибки радиуса локальной кривизны, имело светлые или тёмные области. Ориентируясь по такой разной освещённости, проводили дошлифовку зеркала.

## Общие сведения

Схема реализации шлирен-метода.
1. Источник света с конвективным воздушным потоком. 2. Линза. 3. Диафрагма. 4. Экран.

На рисунке показана установка для исследования шлирен-методом конвективного воздушного потока горящей свечи. Кроме объекта изучения — 1, установка включает объектив — 2, диафрагму (нож Фуко) — 3, расположенную в фокусе объектива, и экран — 4, на котором объектив строит действительное изображение. Если среда оптически однородна, то изображение свечи (1), проходя, как показано жёлтыми стрелками, линзу (2), полностью сфокусируется на диафрагме (3), и не попадёт на экран (4). При наличии конвективных потоков, приводящих к появлению оптической неоднородности, часть световых лучей, проходя линзу (2), как показано зелёной стрелкой, минует диафрагму (3) и отобразится на экране (4). Таким образом, диафрагма как бы отсекает «паразитную засветку», оставляя на экране лишь изображение неоднородностей. При этом вариация яркости такого изображения будет соответствовать изменениям показателя преломления в конвективном потоке.
Подобным образом исследуют любые оптические возмущения. Разница лишь в том, что для их освещения, как правило, используют отдельный источник света. Если исследуемый процесс ламинарен, его изображение на экране (4) будет устойчивым. Турбулентность оптического возмущения вызывает мерцания, подобные тем, которые можно увидеть, например, в солнечный день на горячей поверхности удалённого дорожного асфальта. В таких случаях, вместо непрерывной подсветки для визуализации мгновенного состояния показателя преломления оптического возмущения используют короткие световые вспышки. Полученный результат можно оформить в виде фильма.
По чувствительности шлирен-метод превосходит другие, в том числе интерференционные методы. В некоторых случаях, например, очень малых градиентов показателя преломления, вроде процессов, протекающих в разрежённых газах, метод вообще является единственно возможным из оптических способов:64.

## Практическое использование
Шлирен-метод получил особенно широкое распространение для визуализации различных процессов в воздушной среде. Это относится, например, к исследованиям распределения плотности воздушных потоков образующихся при обтекании моделей в аэродинамических трубах, то есть, в авиационной технике. Применяется, также в механике жидкости, баллистике, изучении распространения и смешивания газов и растворов, исследовании теплообмена за счет конвекции и т. п.
Узким местом практического использования классического шлирен-метода являлась необходимость помещать исследуемый объект в параллельный пучок лучей, идущий через линзы или вогнутые зеркала. Это обстоятельство заставляло либо изготавливать дорогие, громоздкие установки, либо использовать уменьшенные модели реальных технических устройств.
В 1980-х годах американский физик Леонард М. Вайнштейн из Исследовательского центра имени Лэнгли НАСА (NASA LaRC) предложил использовать светоотражающий экран, по своим свойствам сходный с катафотом и позволяющий работать с расходящимися лучами. Кроме того, он наносил на светоотражающий экран вертикальные черные полосы, превращая его (при освещении расходящимся пучком) в как бы набор щелевых источников, заменивших нож Фуко, отсекающий неискаженный «лишний свет». В результате были получены полномасштабные изображения ударных волн от взрывов, конвекционных потоков от промышленного оборудования и людей.
В 2003 году профессор механики Пенсильванского университета Гари Сэттл предложил использовать специальные светоотражающие покрытия, что сняло ограничения на размер изучаемых объектов.